# إيبيلي أوكويي
إيبيلي أوكويي (بالإنجليزية: Ebele Okoye) (مواليد 6 أكتوبر 1969، اونيتشا في ولاية أنمبرة)، هي رسامة تشكيلية ومُخرجة سينمائية نيجيرية أمريكية مُقيمة في كولونيا بألمانيا.

## وصلات خارجية
- إيبيلي أوكويي في قاعدة بيانات الأفلام على الإنترنت